# Ecclesiam Dei
Ecclesiam Dei est une encyclique du pape Pie XI, publiée le 12 novembre 1923 à l'occasion du troisième centenaire de la mort de saint Josaphat, consacrée à rappeler le souvenir de Josaphat Koncévitch, martyr et premier saint de l'Église gréco-catholique canonisé par Rome.

## Source
- (it) Cet article est partiellement ou en totalité issu de l’article de Wikipédia en italien intitulé « Ecclesiam Dei » (voir la liste des auteurs).